# Pioneer Corporation
Pioneer Corporation (jap. パイオニア株式会社 – transkripce: Paionia kabušiki gaiša), běžně označovaná jako Pioneer, je japonská nadnárodní společnost se sídlem v japonském městě Kawasaki, která se specializuje na produkty digitální zábavy. Společnost založil Nozomu Matsumoto v roce 1938 v Tokiu jako opravnu rádií a reproduktorů. Jeho současným prezidentem je Susumu Kotani.
Pioneer vyráběl Laserdisc přehrávače, CD přehrávače, DVD rekordéry, plazmové televize (Pioneer Kuro) a OLED obrazovky.